# Jacky Calatayud
Jacky Calatayud (* 12. März 1954 in Paris) ist ein französischer Schauspieler.

## Wirken
Unter der Regie von Jean Salvy spielt Jacky 1961 den Kurzfilm On a volé la mer. Im gleichen Jahr sieht man ihn neben Philippe Noiret in dem Fernsehfilm Flore et Blancheflore der zu Weihnachten ausgestrahlt wird. 1961 lief im französischen Fernsehen die Fernsehserie Les Aventures de Poly, in der Jacky mit weiteren Kindern die Erlebnisse um ein kleines Zirkuspferd, „Poly“, erlebte. In Frankreich lief die Serie in 13 Folgen à 13 Minuten. In Deutschland zeigte die ARD den Kinderfilm ab dem 9. Januar 1965 in sechs Staffeln. Am 29. Dezember 1962 wurde nach einer Novelle von Victor Hugo der Fernsehfilm Quatre-vingt-treize ausgestrahlt. 
Im Jahre 1965 steigerte eine  Serie seine Popularität mit einem Schlag. Als kleiner Junge spielte Jacky Calatayud in der TV-Mini-Serie Belphégor oder das Geheimnis des Louvre den Benjamin, der als Gehilfe „Belphegors“ ihn durch die Gänge und Räume des Louvre führt. Wenn auch der Film nur eine kleine Rolle für ihn vorsah, so war er doch stets in Begleitung der dunklen, mysteriösen Gestalt „Belphégor“ zu sehen.
Nach einer Novelle von Hector Malot drehte 1965 der Regisseur Yannick Andréi den Fernsehfilm Le Théâtre de la jeunesse: Sans famille in dem Jacky Calatayud den Jungen Mattia spielt. Der Film wurde in der Weihnachtszeit am 25. Dezember 1965 ausgestrahlt. In der 13-teiligen Fernsehserie Erreurs judiciaires spielte Jacky als Virlot eine kleine Rolle. In den 1970er Jahren war Jacky Calatayud nur noch vereinzelt im Fernsehen zu sehen. Seinen letzten Film drehte er 1990 in der Serie Eurocops in der französischen Episode Secret-défense.

## Filmografie
- 1961: On a volé la mer (Fernsehfilm)
- 1961: Flore et Blancheflore (Fernsehserie)
- 1961: Les Aventures de Poly (Fernsehserie)
- 1962: Quatre-vingt-treize (Miniserie)
- 1964: Joyeuses commères de Windsor (Miniserie)
- 1965: Belphégor oder das Geheimnis des Louvre (Belphégor ou Le fantôme du Louvre, Miniserie)
- 1965: Le Théâtre de la jeunesse: Sans famille (Fernsehfilm)
- 1966: Sacrés fantômes (Fernsehfilm)
- 1968: Les Hauts de Hurlevent (Fernsehfilm)
- 1969: La Cravache d'or (Fernsehserie)
- 1970: Ça vous arrivera demain (Fernsehserie)
- 1973: L’Hiver d'un gentilhomme (Fernsehserie)
- 1975: Wer einmal in Verdacht gerät (Erreurs  judiciaires, Fernsehserie, 1 Folge)
- 1988: Eurocops (Fernsehserie)